# Albán lek
Az albán lek (albánul: lek shqiptar, többesszáma lekë shqiptarë) Albánia jelenlegi hivatalos pénzneme, váltópénze a qindarkë (többesszáma albánul qindarka).

## Nevének eredete
A lek pénznév Nagy Sándor albán köznapi beszédben használt rövidített nevéből (Leka i Madh) származik. A qindarkë az albán qind (’száz’) szóból ered, jelentése tehát hasonló a centéhez.

## Története
Az 1912-es függetlenné válásig Albánia török pénzt használt. A függetlenséget követő politikai káosz egészen 1926-ig késleltette az önálló nemzeti valuta bevezetését. Ez alatt az idő alatt különféle külföldi pénzek forogtak, mindenekelőtt a Latin Monetáris Unió pénzei, illetve néhány primitív papírpénz is forgalomba került.
A leket 1926-ban vezették be, de összesen négyféle pénzegység volt használatban: 1 lek = 100 qindar leku és 1 frangë ari (aranyfrank) = 100 qindar ari, illetve 1 frangë ari = 5 lek. A lek az olasz lírával volt egyenértékű. Miután Olaszország 1939-ben megszállta Albániát, 1-ről 0,8-re csökkentették a lek lírával szembeni értékét. A megszállás alatt kizárólag lek érméket vertek.
A második világháborút követően már csak lek és qindarkë (amely a korábbi qindar lekuval lett egyenértékű) címleteket hoztak forgalomba. 1946 és 1948 között a lek árfolyamát a jugoszláv dináréhoz rögzítették 1:1 arányban. Azt követően a szovjet rubelhez kötötték 12,5 lek = 1 rubel arányban, majd az 1961-es szovjet pénzreform után a leket is felváltotta a 10 régi lekkel egyenlő új lek.
1992-ben bevezettek egy valutalek (albánul: lek valutë, többes száma lekë valuta) nevű pénzegységet is, melynek értéke 50 lek volt. Csak 1, 10 és 50 valutalek címletű bankjegyet bocsátottak ki, de nem léptek az addig használt lek helyébe, és később nem is ismételték meg a kibocsátásukat.

## Érmék

### 1997-es sorozat
| Kép    | Kép    | Névérték | Műszaki paraméterek | Műszaki paraméterek | Műszaki paraméterek                            | Leírás | Leírás   | Leírás                                           | Dátumok             | Dátumok     |
| előlap | hátlap | Névérték | tmérő               | Tömeg               | Összetétel                                     | Perem  | Előlap   | Hátlap                                           | Kibocsátás          | Visszavonás |
| ------ | ------ | -------- | ------------------- | ------------------- | ---------------------------------------------- | ------ | -------- | ------------------------------------------------ | ------------------- | ----------- |
|        |        | 1 lek    | 18 mm               | 3 g                 | réz-cink                                       | sima   | névérték | 'Republika e Shqipërisë', pelikán                | 1997. január 1.     | forgalomban |
|        |        | 5 lek    | 20 mm               | 3,12 g              | vas, nikkel                                    | sima   | névérték | 'Republika e Shqipërisë', Albánia címere         | 1997. január 1.     | forgalomban |
|        |        | 10 lek   | 21,25 mm            | 3,6 g               | réz, nikkel, alumínium                         | recés  | névérték | 'Republika e Shqipërisë', Berati vár             | 1997. január 1.     | forgalomban |
|        |        | 20 lek   | 22,5 mm             | 5 g                 | alumínium, réz, nikkel                         | recés  | névérték | 'Republika e Shqipërisë', liburna hajó           | 1997. január 1.     | forgalomban |
|        |        | 50 lek   | 24,25 mm            | 5,5 g               | kupronikkel                                    | recés  | névérték | 'Republika e Shqipërisë', Genthiosz illír király | 1997. január 1.     | forgalomban |
|        |        | 100 lek  | 24,75 mm            | 6,7 g               | középpont: alumínium-bronz, gyűrű: kupronikkel | recés  | névérték | 'Republika e Shqipërisë', Teuta illír királyné   | 2000. szeptember 1. | forgalomban |

## Bankjegyek

### 1964-1976-os sorozat
| Kép      | Kép      | Névérték | Szín     | Leírás                                               | Leírás                           |
| Előoldal | Hátoldal | Névérték | Szín     | Előoldal                                             | Hátoldal                         |
| -------- | -------- | -------- | -------- | ---------------------------------------------------- | -------------------------------- |
|          |          | 1 lek    | zöld     | Paraszti pár búzával                                 | Shkodra vára                     |
|          |          | 3 lek    | barna    | Nő gyümölcsöskosárral                                | Tenger                           |
|          |          | 5 lek    | sötétkék | Gőzvonat és teherautó                                | Hajó                             |
|          |          | 10 lek   | zöld     | Textilipari munkásnő                                 | Kultúrpalota, Naim Frashëri      |
|          |          | 25 lek   | sötétkék | Nő búzaaratás közben                                 | Gépesített szántás               |
|          |          | 50 lek   | vörös    | A hadsereg parádéja, Szkander bég                    | Puska, csákány és épülő blokkház |
|          |          | 100 lek  |          | Munkás apa és fia egy hidroelektromos gát előterében | Acélmunkás és olajmunkás         |

### 1991-es sorozat
| Előlap               | Hátlap | Érték     | Szín       | Előlap              | hátlap                                                                    |
| -------------------- | ------ | --------- | ---------- | ------------------- | ------------------------------------------------------------------------- |
|                      |        | 100 lek   | ibolya     | Olajfinomító        | Olajmunkás és acélmunkás                                                  |
|                      |        | 500 lek   | kék        | Lány napraforgókkal | Hegyek                                                                    |
| 1992-1996-os sorozat |        |           |            |                     |                                                                           |
| Előlap               | Hátlap | Érték     | Szín       | Előlap              | Hátlap                                                                    |
|                      |        | 100 lek   | ibolya     | Honvédő harcos      | Sas hegyekkel                                                             |
|                      |        | 200 lek   | barna      | Ismail Qemali       | Az albán függetlenség kikiáltása az albán címerállattal, a kétfejű sassal |
|                      |        | 500 lek   | világoskék | Naim Frashëri       | Hegyek                                                                    |
|                      |        | 1 000 lek | zöld       | Szkander bég        | Kruja fellegvára                                                          |

### 1996-os sorozat
| Kép    | Kép    | Névérték  | Méret       | Szín   | Leírás                 | Leírás                       | Dátumok            | Dátumok         |             |
| Előlap | Hátlap | Névérték  | Méret       | Szín   | Előlap                 | Hátlap                       | kibocsátás         | visszavonás     |             |
| ------ | ------ | --------- | ----------- | ------ | ---------------------- | ---------------------------- | ------------------ | --------------- | ----------- |
|        |        | 100 lek   | 130 x 66 mm | bíbor  | Fan Noli               | Az első parlament épülete    | 1997. július 11.   | 2009. január 1. |             |
|        |        | 200 lek   | 138 x 69 mm | barna  | Naim Frashëri          | Frashëri szülőháza           | 1997. július 11.   | forgalomban     | forgalomban |
|        |        | 500 lek   | 145 x 68 mm | kék    | Ismail Qemali          | Vlorai függetlenségi emlékmű | 1997. július 11.   | forgalomban     | forgalomban |
|        |        | 1 000 lek | 151 x 72 mm | zöld   | Pjetër Bogdani         | Vau i Dejës temploma         | 1997. július 11.   | forgalomban     | forgalomban |
|        |        | 2 000 lek | 155 x 72 mm | ibolya | Genthiosz illír király | buthrótoni görög színház     | 2008. december 29. | forgalomban     | forgalomban |
|        |        | 5 000 lek | 160 x 72 mm | arany  | Szkander bég           | Kruja fellegvára             | 1999. január 1.    | forgalomban     | forgalomban |

### 2019-es sorozat
2019 végén új bankjegysorozatot bocsátanak ki. A 200 lekes bankjegy polimer alapanyagú. 
| Kép    | Kép    | Névérték   | Méret          | Szín   | Leírás                 | Leírás | Dátumok              | Dátumok     |
| Előlap | Hátlap | Névérték   | Méret          | Szín   | Előlap                 | Hátlap | kibocsátás           | visszavonás |
| ------ | ------ | ---------- | -------------- | ------ | ---------------------- | --- | -------------------- | ----------- |
|        |        | 200 lek    | 125 mm x 65 mm | barna  | Naim Frashëri          | Frashëri szülőháza                                                                                              | 2019. szeptember 30. | forgalomban |
|        |        | 500 lek    | 132 mm x 69 mm | kék    | Ismail Qemali          | Vlorai függetlenségi emlékmű                                                                                    | 2022. január 17.     | forgalomban |
|        |        | 1000 lek   | 139 mm x 69 mm | zöld   | Pjetër Bogdani         | Vau i Dejës temploma                                                                                            | 2021. június 30.     | forgalomban |
|        |        | 2 000 lek  | 146 mm x 72 mm | ibolya | Genthiosz illír király | buthrótoni görög színház                                                                                        | 2022. január 17.     | forgalomban |
|        |        | 5 000 lek  | 153 mm x 72 mm | sárga  | Szkander bég           | Kruja fellegvára                                                                                                | 2019. szeptember 30. | forgalomban |
|        |        | 10 000 lek | 160 mm x 72 mm | vörös  | Aleks Stavre Drenova   | Albánia zászlaja, Albánia címere, Albánia himnusza: "Rreth flamurit të përbashkuar me një dëshir’ e një qëllim" | 2021. június 30.     | forgalomban |